# Native (album)
Native è il terzo album in studio del gruppo musicale statunitense OneRepublic, pubblicato il 22 marzo 2013.
Il 14 aprile 2014 è stata pubblicata una riedizione negli Stati Uniti e in Canada, mentre in Europa è uscita il 3 giugno 2014.

## Promozione
Il primo singolo inizialmente pubblicato ed estratto dall'album il 27 agosto 2012 fu Feel Again. Una parte del ricavato delle vendite del singolo venne devoluto all'organizzazione indipendente Save the Children, campagna a sostegno della formazione frontline di operatori sanitari di tutto il mondo. Il singolo raggiunge la 36ª posizione nella Billboard Hot 100 e la 59ª posizione nella Billboard Canadian Hot 100. L'8 gennaio 2013 fu volta del secondo singolo If I Lose Myself, seguito il 19 febbraio 2013 dal singolo promozionale What You Wanted, reso disponibile per l'ascolto su iTunes; If I Lose Myself è stato in seguito remixato da Alesso e distribuito digitalmente a partire dal 2 aprile. Il 14 giugno 2013 venne pubblicato il terzo estratto Counting Stars, seguito il 25 agosto da Something I Need.
Il 17 febbraio 2014 il gruppo ha reso disponibile per l'ascolto su YouTube il brano Burning Bridges, mentre il successivo 14 aprile hanno pubblicato il quinto singolo Love Runs Out, volto ad anticipare la riedizione di Native commercializzata negli Stati Uniti d'America. Il 23 settembre 2014 è stato presentato il sesto ed ultimo singolo I Lived.

## Accoglienza
Native ricevette recensioni sostanzialmente positive dalla maggior parte dei critici musicali; su Metacritic l'album ha totalizzato un punteggio di 65/100 basato su sette recensioni. Matt Collar di AllMusic ha detto sull'album: «Come fanno a spiccare in un mare di artisti che fanno musica simile alla loro, in primis perché il loro autore Ryan Tedder, ha largamente definito gran parte della moderna musica pop?». Continuando, Collar ha sottolineato che «In molti modi, gli OneRepublic sono una camera di compensazione per le sensibilità pop attuali, e Native non fa eccezione» e che «Ultimamente, tutto questo potrebbe sembrare un attacco agli OneRepublic in quanto opportunisti del pop, se le musiche non fossero così dannatamente orecchiabili». A Entertainment Weekly, Adam Markovitz ha segnalato che l'album «è un pop rock chimicamente puro: insapore, trasparente – e sufficientemente potente da sciogliere la vostra resistenza come l'acido di una batteria», e ha detto che l'album contiene «cori evangelici, altissimi, che fanno venire i brividi, come in Feel Again e If I Lose Myself».
Jody Rosen di Rolling Stone ritiene che «Native sia orecchiabile e prevedibile: grandi melodie, testi ispiranti, una produzione che sta fra il pop, il rock e il dance», ma ha criticato Tedder, definendolo «un selvaggio delle canzoni, un cantante noioso e senza carattere». Elliah Heifetz di musicOMH ha riferito che «Piuttosto spesso, comunque, Native brilla», che denota il fatto che «non c'è domanda che l'uomo non possa scrivere», ma ha al contempo criticato Tedder, dicendo che «è una sfortuna che Tedder sembri aver dimenticato come si scrive per la sua band. E questo, ultimamente, è quello che impedisce a Native di diventare un grande album degli OneRepublic, e un grande album di Ryan Tedder». Amy Sciarretto di PopCrush ha alluso a come «Native presenti note speranzose e riflessive, così come musiche melanconiche. Anche quando le cose non vanno per il meglio, si può ancora ballare al suo ritmo». Matt Crane di Hellhound Music ha trovato l'album «pieno di esplorazione musicale, di temi densi, di profondità emozionale e di varietà d'esecuzione strumentale».
Elysa Gardner di USA Today ha riferito come «Ryan Tedder né sorprende, né delude, offrendo un pop solido, atmosferico». Emily Tan di Idolator ha detto che «Native è la dimostrazione di come gli OneRepublic siano cresciuti come band riuscendo al contempo a rimanere fermi alle loro origini musicali». Nel Knoxville News Sentinel, Chuck Campbell ha asserito che con Tedder lui «si attacca felicemente alle sue pistole, sparando colpi su colpi, incessantemente, finché non vince la battaglia con gli irresistibili ritornelli e con l'attitudine perlopiù ottimistica», che «in Native contiene qualche banalità per nulla dispiaciuta, partendo dai vasti ritornelli fino ai ritmi in upbeat, passando per le pittoresche tastiere», e che l'album non è «ingenuamente affettuoso». In più, Campbell ha evidenziato che, pur rispettando l'album, «la manipolazione del suono è trasparente: più spudorati sono gli OneRepublic con i ritornelli e meglio è, e in più suoni più estroversi sono molto più efficaci di arrangiamenti sottili», critica che lo ha portato a concludere che «se pure è musica dance, è intelligent dance music». Tony Cummings di Cross Rhythms ha asserito che «con testi così passionali e il virtuosismo nella produzione multi-livello di Tedder, l'effetto complessivo è un pop rock dai più alti standard».
Haley Black di Highlight Magazine ha detto che «Native non fa eccezione e la band continua a produrre musiche accattivanti che attraggono un vasto numero di ascoltatori», anche se la stessa Black ha fatto presente che «la voce di Tedder è in qualche modo soffocata e gli strumenti che dovrebbero essere dominanti sono diluiti dai sintetizzatori. Se molte delle canzoni fossero state più essenziali, questo album avrebbe superato ogni aspettativa». John Pareles del The New York Times ha dato recensioni positive dell'album, elogiando l'album: «L'abilità artistica è scrupolosa e impressionante: un livello dopo l'altro delle scintillanti tastiere, delle chitarre riverberanti e del controcanto quasi corale (anche se Mr. Tedder usa un po' troppo l'Auto-Tune). Ma queste produzioni simili ad un pezzo di cristallo sono un'orgogliosa vetrina per testi unti, talvolta stranamente morbidi». Al Daily Star, John Earls ha affermato che «Ryan Tedder canta più magnificamente che mai, e che non può far altro che scrivere armonie agili, piene d'anima» che «perfino per i propri standard, la band confeziona e serve pulite, pronte per essere messe in radio».

## Tracce
1. Counting Stars – 4:17
2. Love Runs Out – 3:44
3. If I Lose Myself – 4:01
4. Feel Again – 3:05
5. What You Wanted – 4:01
6. I Lived – 3:54
7. Light It Up – 4:10
8. Can't Stop – 4:09
9. Au Revoir – 4:50
10. Burning Bridges – 4:17
11. Something I Need – 4:01
12. Preacher – 4:08
13. Don't Look Down – 1:39

Tracce bonus nella Deluxe Edition
1. Something's Gotta Give – 4:51
2. Life in Color – 3:22
3. If I Lose Myself (Acoustic) – 3:50
4. What You Wanted (Acoustic) – 3:23
5. Burning Bridges (Acoustic) – 4:35

Traccia bonus nella riedizione britannica e nordamericana
1. If I Lose Myself (Alesso vs OneRepublic) – 3:35

## Formazione
Gruppo
- Ryan Tedder – voce, chitarra acustica, pianoforte, tamburello
- Zach Filkins – chitarra, chitarra acustica, cori
- Drew Brown – chitarra, tastiera, chitarra acustica, cori
- Brent Kutzle – basso, cori
- Eddie Fisher – batteria, percussioni

Altri musicisti
- Brian Willett – percussioni, sintetizzatore, tastiera, xilofono, cori
- HarpEri – arpa
- David McGlohon – cori
- Bobbie Gordon – cori
- Billy Kraven – cori
- Trever Hoehne – cori
- The Beauregards – cori
- Benjamin Levin – cori
- Chris Sclafani – cori
- Danielle Edinburgh Wilson – cori
- Jermon Wilson – cori
- Margaret-Anne Davis – cori
- Scott Yarmovsky – cori
- Toni Skidmore – cori
- Brian Willett – tastiera
- Tyler Sam Johnson – tastiera
- Jeff Bhasker – piano
- Aaron Anderson – steel guitar

## Successo commerciale
Native ha esordito alla 4ª posizione della Billboard 200 con una vendita pari a 60 000 copie, divenendo il primo album del gruppo a raggiungere la top 10 della classifica statunitense.

## Classifiche
| Classifica (2013-2014) | Posizione massima |
| ---------------------- | ----------------- |
| Australia              | 8                 |
| Austria                | 5                 |
| Belgio (Fiandre)       | 39                |
| Belgio (Vallonia)      | 65                |
| Canada                 | 12                |
| Corea del Sud          | 80                |
| Francia                | 52                |
| Germania               | 4                 |
| Grecia                 | 47                |
| Irlanda                | 12                |
| Italia                 | 31                |
| Norvegia               | 22                |
| Nuova Zelanda          | 12                |
| Paesi Bassi            | 24                |
| Polonia                | 26                |
| Regno Unito            | 9                 |
| Repubblica Ceca        | 48                |
| Spagna                 | 34                |
| Stati Uniti            | 4                 |
| Svezia                 | 16                |
| Svizzera               | 4                 |

## Date di pubblicazione
| Paese       | Data di pubblicazione | Etichetta          |
| ----------- | --------------------- | ------------------ |
| Austria     | 22 marzo 2013         | Interscope Records |
| Germania    | 22 marzo 2013         | Interscope Records |
| Indonesia   | 22 marzo 2013         | Interscope Records |
| Irlanda     | 22 marzo 2013         | Interscope Records |
| Norvegia    | 22 marzo 2013         | Interscope Records |
| Paesi Bassi | 22 marzo 2013         | Interscope Records |
| Slovenia    | 22 marzo 2013         | Interscope Records |
| Svizzera    | 22 marzo 2013         | Interscope Records |
| Grecia      | 25 marzo 2013         | Interscope Records |
| Hong Kong   | 25 marzo 2013         | Interscope Records |
| Italia      | 25 marzo 2013         | Interscope Records |
| Regno Unito | 25 marzo 2013         | Interscope Records |
| Russia      | 25 marzo 2013         | Interscope Records |
| Spagna      | 25 marzo 2013         | Interscope Records |
| Canada      | 26 marzo 2013         | Interscope Records |
| Stati Uniti | 26 marzo 2013         | Interscope Records |
| Giappone    | 27 marzo 2013         | Interscope Records |
| Australia   | 26 aprile 2013        | Interscope Records |
| Stati Uniti | 14 aprile 2014        | Interscope Records |
| Europa      | 3 giugno 2014         | Interscope Records |